# 大塚尚仁
大塚 尚仁（おおつか たかひと、1994年10月13日 - ）は、福岡県八女市出身の元プロ野球選手（投手）。左投左打。

## 経歴

### プロ入り前
小学校3年生の頃から野球を始め、八女西中学校時代は「広川シニア」に所属。
九州学院高等学校では1年時からベンチ入りを果たす。1年の夏の甲子園には控えとして出場。秋からは主戦投手となり、2年の春のセンバツに出場。3年の春のセンバツにも出場するが、2回戦で藤浪晋太郎を擁する大阪桐蔭高校に敗れた。3年の夏は熊本県大会の準決勝で2年生エースの大竹耕太郎がいた済々黌高校に敗れて甲子園出場はならなかったものの、秋に開催された第25回AAA世界野球選手権大会の日本代表に選出される。チーム最多の5試合に登板し、12回2/3を投げ、防御率は2.13だった。甲子園通算成績は37回、防御率4.86、26奪三振。高校の同期には溝脇隼人がいる。
2012年のドラフト会議で東北楽天ゴールデンイーグルスから3位指名を受け、11月16日に契約金5000万円、年俸600万円で仮契約した。背番号は「47」。

### プロ入り後
2013年、一軍での登板はなく、二軍で25試合に登板し、1勝4敗、防御率4.45の成績だった。
2015年、5月12日に自身初の一軍登録を果たし、翌日の5月13日のオリックス・バファローズ戦でプロ初登板。打者3人に対し、僅か6球で打ち取った。二軍ではリーグ4位、チーム最多の42試合に登板し、防御率も2.48と安定した成績を残した。
2017年、一軍公式戦への登板機会がなく、10月1日に球団から戦力外通告を受けた。12月2日、自由契約公示された。

### 引退後
2018年より巨人の打撃投手に就任。

## 選手としての特徴
最速148km/hのストレートを持つ。

## 詳細情報

### 年度別投手成績
| 年 度     | 球 団     | 登 板 | 先 発 | 完 投 | 完 封 | 無 四 球 | 勝 利 | 敗 戦 | セ 丨 ブ | ホ 丨 ル ド | 勝 率 | 打 者 | 投 球 回 | 被 安 打 | 被 本 塁 打 | 与 四 球 | 敬 遠 | 与 死 球 | 奪 三 振 | 暴 投 | ボ 丨 ク | 失 点 | 自 責 点 | 防 御 率 | W H I P |
| --------- | --------- | ----- | ----- | ----- | ----- | -------- | ----- | ----- | -------- | ----------- | ----- | ----- | -------- | -------- | ----------- | -------- | ----- | -------- | -------- | ----- | -------- | ----- | -------- | -------- | ------- |
| 2015      | 楽天      | 5     | 0     | 0     | 0     | 0        | 0     | 0     | 0        | 0           | ----  | 21    | 4.0      | 7        | 1           | 2        | 0     | 0        | 2        | 0     | 0        | 6     | 6        | 13.50    | 2.25    |
| 2016      | 楽天      | 4     | 0     | 0     | 0     | 0        | 0     | 0     | 0        | 0           | ----  | 16    | 3.1      | 4        | 1           | 2        | 0     | 0        | 3        | 0     | 0        | 4     | 4        | 10.80    | 1.80    |
| 通算：2年 | 通算：2年 | 9     | 0     | 0     | 0     | 0        | 0     | 0     | 0        | 0           | ----  | 37    | 7.1      | 11       | 2           | 4        | 0     | 0        | 5        | 0     | 0        | 10    | 10       | 12.27    | 2.05    |

### 記録
初記録
- 初登板：2015年5月13日、対オリックス・バファローズ8回戦（京セラドーム大阪）、8回裏に4番手で救援登板・完了、1回無失点
- 初奪三振：2015年7月28日、対福岡ソフトバンクホークス12回戦（こまちスタジアム）、9回表に本多雄一から見逃し三振

### 背番号
- 47 （2013年 - 2017年）
- 202 （2018年 - ）

### 登場曲
- 『Beat It』 / マイケル・ジャクソン （2015年）
- 『Clap clap』 / 西野カナ （2016年）
- 『Have a nice day』/ 西野カナ（2017年）